# Tannberg (Berg)
Der Tannberg ist eine 786 m ü. A. hohe Erhebung an der Grenze von Salzburg und Oberösterreich. Der Gipfel stellt den höchsten Punkt des Bezirks Braunau am Inn in Oberösterreich dar.

## Geografie
Der Tannberg liegt östlich des Mattsees, er zieht sich bis Straßwalchen hin. Auf oberösterreichischer Seite befindet sich die Gemeinde Lochen am See, auf der salzburgischen Südseite liegen Schleedorf und Köstendorf.
Der Berg gehört zur Flyschzone der Nordalpen, deren nördlichsten Ausläufer er hier darstellt. Da er sich nördlich der Linie Wallersee – Straßwalchen – Vöcklatal, der orographischen Nordgrenze der Alpen, befindet, wird er meist nicht mehr zu den Alpen selbst, sondern zum Alpenvorland gerechnet: Westlich liegt das Salzburger Seengebiet, nordwestlich das Südinnviertler Seengebiet, nördlich und östlich das Mattigtal und östlich dahinter der Hausruck–Kobernaußerwald-Zug, alles Landschaften von außeralpinem Gepräge (Subalpine Molassezone, also vornehmlich verfestigte Sande und Schotter als Alpenerosionsmasse). Der Tannberg wurde durch die Zungen des Salzachgletschers und des Traungletschers, die die Salzburger Seenplatte respektive die Salzkammergutseen ausgeschürft haben und sich bei der stärksten Vereisung hier trafen, von der Masse der Alpen freigestellt. Er ist aber keine Randmoräne, sondern massives Grundgestein.
Der Tannberg gilt als beliebtes Ausflugsziel im Flachgau.
Der Panoramablick reicht über das Salzburger Seengebiet bis in die Nördlichen Kalkalpen hinein, Richtung Norden bis tief ins Innviertel.
Die Bergkulisse reicht im Osten vom Traunstein über die markanten Spitzen des Schafberges, dem Dachstein, Tennen- und Hagengebirge, Untersberg bis zum Staufen und Zwiesel.

## Erschließung
Nahe dem Gipfel gibt es ein Gasthaus, welches von Köstendorf aus auf einer Stichstraße mit dem Auto erreichbar ist.